# Пазители на времето
„Пазители на времето“ (на английски: Timeless) е американски научнофантастичен сериал, чиято премиера е по Ен Би Си на 3 октомври 2016 г. Създаден е от Ерик Крипки и Шон Райън. В него участват Абигейл Спенсър, Мат Лантър, Малкълм Барет, Патерсън Джоузеф, Сакина Джафри, Клаудия Думит и Горан Вишнич. Сериалът приключва на 20 декември 2018 г.

## В България
В България сериалът започва излъчване на 13 септември 2017 г. по Фокс, всяка сряда от 22:00. На 7 ноември 2018 г. започва втори сезон, всяка сряда от 22:00. Дублажът е на Андарта Студио. Ролите се озвучават от артистите Вилма Карталска, Ася Братанова в първи сезон, Таня Михайлова във втори, Момчил Степанов, Светломир Радев в първи сезон, Живко Джуранов във втори и Станислав Димитров.
На 23 януари 2023 г. започва повторно по Нова телевизия, преведен като „Безкрайност“, всеки делник от 23:30. Първи сезон завършва на 13 февруари, а на 14 февруари започва втори сезон. Първа и втора част на финала са излъчени съответно на 1 и 2 март. Ролите се озвучават от артистите Йорданка Илова, Даниела Йорданова, Силви Стоицов, Здравко Методиев и Александър Митрев.